# Windy Glacier
Windy Glacier är en glaciär i Antarktis. Den ligger i Sydshetlandsöarna. Argentina, Chile och Storbritannien gör anspråk på området. Windy Glacier ligger 5 meter över havet.
Terrängen runt Windy Glacier är huvudsakligen kuperad, men åt sydost är den platt. Havet är nära Windy Glacier österut. Trakten är glest befolkad. Närmaste befolkade plats är Commandante Ferraz Station, 8,6 kilometer nordost om Windy Glacier. 